# Holmes Zimmermann
Holmes Zimmermann (* 12. September 1900 als Johannes Zimmermann in Maikammer; † 14. Juni 1957 in Berlin) war ein deutscher Schauspieler.

## Leben und Wirken
Seine Eltern waren der Weinküfer Jakob Zimmermann und dessen Frau Maria, geborene Böhm. Zimmermann absolvierte seinen Kriegsdienst als Pionier und durchlief, wieder im Zivilleben, eine Ausbildung zum Fräser. 1919 stieß er zur Kinematographie und begann als Filmvorführer zu arbeiten. Ein Jahr später holte ihn sein Schwager Piel Jutzi vor die Kamera. 1920 spielte er unter dem Pseudonym Holmes Zyman seine erste Filmrolle in dem Drama Der Feuerteufel. Jutzi besetzte ihn in den folgenden Jahren regelmäßig in seinen Inszenierungen, in Heidelberg wie (seit seinem Umzug 1926) in Berlin. Der schmale Schauspieler mit den kernigen Gesichtszügen überzeugte vor allem mit Proletarier-Rollen in Jutzis zentralen Arbeiten in der Übergangszeit vom Stumm- zum Tonfilm, Mutter Krausens Fahrt ins Glück und Berlin – Alexanderplatz. Seine Mitwirkung in dem pazifistischen Filmklassiker Niemandsland markierte das weitgehende Ende seiner kurzen, aber nicht uninteressanten Filmtätigkeit.
Seit 1932 arbeitete Zimmermann kaum mehr als Filmschauspieler, stattdessen fand er Beschäftigungen als Leiter der Kleberei und Expedient Berliner Filmgesellschaften. Nach einem Bombenangriff Anfang 1945 war er nur noch eingeschränkt arbeitsfähig. Ab 1953 arbeitete er in der Post- und Verkehrszentrale der UFA in Berlin-Tempelhof. Er starb am 14. Juni 1957 in Berlin.

## Filmografie
- 1920: Der Feuerteufel
- 1922: Der graue Hund
- 1926: Kladd und Datsch, die Pechvögel
- 1927: Kindertragödie
- 1928: Schinderhannes
- 1929: Um’s tägliche Brot (Hunger in Waldenburg)
- 1929: Mutter Krausens Fahrt ins Glück
- 1931: Berlin – Alexanderplatz
- 1931: Niemandsland
- 1934: Adam, Eva und der Apfel (Kurzfilm)
- 1937: Der Etappenhase
- 1938: Musketier Meier III